# Ectropothecium sandwichense
Ectropothecium sandwichense är en bladmossart som beskrevs av Mitten in Seemann 1873. Ectropothecium sandwichense ingår i släktet Ectropothecium och familjen Hypnaceae. Inga underarter finns listade i Catalogue of Life.